# 1746
Évszázadok: 17. század – 18. század – 19. század
Évtizedek: 1690-es évek – 1700-as évek – 1710-es évek – 1720-as évek – 1730-as évek – 1740-es évek – 1750-es évek – 1760-as évek – 1770-es évek – 1780-as évek – 1790-es évek
Évek: 1741 – 1742 – 1743 – 1744 –  1745 – 1746 – 1747 – 1748 – 1749 – 1750 – 1751

## Események
- február 24. – Mária Terézia megalapítja a Theresianumot.[1]
- április 16. – A cullodeni csatában II. György brit király legyőzte a Stuart-házi Charles Edward Stuart jakobita herceget.[2]
- június 16. – Az osztrák örökösödési háború piacenzai csatájábanban a József Vencel herceg vezette osztrák hadak győzelmet arattak a francia-spanyol hadsereg felett.[3]
- augusztus 1. – Az 1745-ös jakobita lázadást(wd) követően az Egyesült Királyságban hatályba lép a Dress Act(wd), amely megtiltja Skóciában a férfiak hagyományos felföldi viseletét(wd), beleértve a kiltet.[4]
- október 11. – Az osztrák örökösödési háború rocourt-i csatájábanban az osztrák, holland, brit, valamint hannoveri csapatok legyőzik a franciákat.[5]
- Elkezdődik az első karnátakai háború.[6]
- A budai polgárok kérésére Mária Terézia magyar királynő kitiltja a városból a zsidókat.[7]

## Születések
- január 12. – Johann Heinrich Pestalozzi svájci pedagógus († 1827)
- január 24. – III. Gusztáv svéd király († 1792)
- január 25. – Félicité de Genlis francia írónő, hárfás és pedagógus († 1830)
- február 4. – Tadeusz Kościuszko lengyel szabadsághős († 1817)
- március 3. – Izabela Czartoryska hercegnő, a krakkói Czartoryski Múzeum megalapítója († 1835)
- március 30. – Francisco José de Goya y Lucientes spanyol festő († 1828)
- május 10. – Gaspard Monge francia matematikus († 1818)
- július 16. – Giuseppe Piazzi itáliai csillagász, matematikus és teológus, az első kisbolygó, a Ceres felfedezője († 1826)
- július 26. – Georg Heinrich Borowski német zoológus († 1801)
- augusztus 6. – Szluha György pálos szerzetes, római katolikus apát-plébános, Tolna vármegye táblabírája († 1820)
- november 12. – Jacques Charles francia fizikus (Charles-törvény) († 1823)

## Halálozások
- május 25. – Temlin Mátyás, szlovén származású magyar író (* ?)
- július 5. – Ambrózy György, evangélikus prédikátor, szuperintendens (* 1698)
- július 9. – V. Fülöp spanyol király, francia királyi herceg, XIV. Lajos francia király unokája, Anjou hercege (1683–1710), spanyol király (1700–1746), a Bourbon-ház első tagja Spanyolország trónján (* 1683)
- augusztus 6. – VI. Keresztély, Dánia és Norvégia királya (* 1699)
- november 14. – Georg Wilhelm Steller, német botanikus, zoológus, orvos és kutató (* 1709)